# 미나미타마군

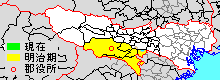
도쿄도 미나미타마군의 범위. 도쿄도 미나미타마 군의 범위 (하늘색:후에 다른 군에서 편입된 구역, 연노랑: 후에 다른 군에 편입된 구역)

미나미타마군(일본어: 南多摩郡)은 도쿄도(가나가와현, 도쿄부)에 설치되었던 군이다.

## 군역
1878년 행정 구역으로 출범 당시의 군역은, 하치오지시·마치다시·히노시·다마시 및 이나기시의 대부분, 후추시의 일부에 해당한다.

### 인접했던 군
출범 당시에 인접했던 군은 다음과 같다.
- 가나가와현: 니시타마군, 기타타마군, 다치바나군, 쓰즈키군, 가마쿠라군, 고자군, 쓰쿠이군
- 도쿄부: 에바라군

## 역사

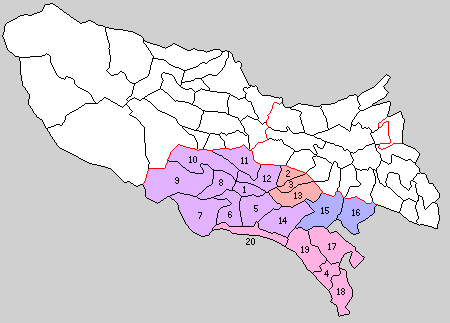
1.하치오지정 2.히노숙 3.구와타촌 4.마치다촌 5.유이촌 6.요코야마촌 7.아사카와촌 8.모토하치오지촌 9.온가타촌 10.가와구치촌 11.가스미촌 12.고미야촌 13.나나오촌 14.유기촌 15.다마촌 16.이나기촌 17.쓰루카와촌 18.미나미촌 19.다다오촌 20.사카이촌 (파랑: 합병되지 않음, 보라:하치오지시, 빨강:마치다시 등색:히노시)

- 1878년 11월18일 - 군구정촌 편제법에 따라 가나가와현 다마군의 126촌 구역을 묶어 미나미타마군(南多摩郡) 발족.
- 1889년 4월 1일, 정촌제 시행으로 아래와 같이 통합되다. (1정 19촌)
  - 하치오지정(八王子町): 현 하치오지시
  - 히노숙(日野宿): 현 히노시
  - 구와타촌(桑田村): 현 히노시
  - 마치다촌(町田村): 현 히노시
  - 유이촌(由井村): 현 하치오지시
  - 요코야마촌(横山村): 현 하치오지시
  - 아사카와촌(浅川村): 현 하치오지시
  - 모토하치오지촌(元八王子村): 현 하치오지시
  - 온가타촌(恩方村): 현 하치오지시
  - 가와구치촌(川口村): 현 하치오지시
  - 가스미촌(加住村): 현 하치오지시
  - 고미야촌(小宮村): 현 하치오지시
  - 나나오촌(七生村): 현 히노시
  - 유기촌(由木村): 현 하치오지시
  - 다마촌(多摩村): 현 다마시
  - 이나기촌(稲城村): 현 이나기시
  - 쓰루카와촌(鶴川村): 현 마치다시
  - 미나미촌(南村): 현 마치다시
  - 다다오촌(忠生村): 현 마치다시
  - 사카이촌(堺村): 현 마치다시
- 1893년
  - 4월 1일 - 도쿄부 관할이 됨.
  - 6월 19일 - 히노숙이 정제 시행으로 히노정(日野町)이 됨. (2정 18촌)
- 1901년 4월 1일 - 히노정, 구와타촌이 합병하여, 새롭게 히노정이 발족. (2정 17촌)
- 1913년 4월 1일 - 마치다촌이 정제 시행으로 마치다정(町田町)이 됨. (3정 16촌)
- 1917년 9월 1일 - 하치오지정이 시제 시행으로 하치오지시(八王子市)가 되어, 군에서 이탈. (시제 시행은 도쿄부 내에서 도쿄시에 이어 두번째)(2정 16촌)
- 1927년 11월 3일 - 아사카와촌이 정제 시행으로 아사카와정(浅川町)이 됨. (3정 15촌)
- 1934년10월 1일 - 고미야촌이 정제 시행으로 고미야정(小宮町)이 됨. (4정 14촌)
- 1941년 10월 1일 - 고미야정이 하치오지시에 편입. (3정 14촌)
- 1943년 7월 1일 - 도쿄도제 시행으로 도쿄도 관할이 됨.
- 1949년9월 1일 - 이나기촌이 기타타마군 다마촌(현후추시)의 일부를 편입.
- 1954년 4월 1일 - 마치다정· 미나미촌이 협병히여 새롭게 마치다정(町田町)이 발족. (3정 13촌)
- 1955년 4월 1일 (3정 7촌)
  - 요코야마촌· 모토하치오지촌·온가타촌·가와구치촌·가스미촌·유기촌이 하치오지시에 편입.
  - 다마촌의 일부가 후추시에 편입.
- 1957년 4월 1일 - 야나기촌이 정제 시행으로 야나기정(稲城町)이 됨. (4정 6촌)
- 1958년 2월 1일(3정 2촌)
  - 마치다정·쓰루카와촌·다다오촌·사카이촌이 합병하여 마치다시가 발족, 군에서 이탈.
  - 히노정·나나오촌이 합병하여 새롭게 히노정(日野町)이 발족.
- 1959년 4월 1일 - 아사카와촌이 하치오지시에 편입.(2정 2촌)
- 1963년 11월 3일 - 히노정이 시제 시행으로 히노시(日野市)가 되어 군에서 이탈. (1정 2촌)
- 1964년
  - 4월 1일 - 다마촌이 정제 시행으로 다마정(多摩町)이 됨. (2정 1촌)
  - 8월 1일 - 유기촌이 하치오지시에 편입.(2町)
- 1971년 11월 1일 - 다음 대편으로 인해 미나미타마군 소멸.
  - 야나기정이 시제 시행으로 이나기시(稲城市)가 됨.
  - 다마정이 시제 시행으로 다마시(多摩市)가 됨.

## 같이 보기
- 다마 지역
- 다마군
- 니시타마군
- 기타타마군
- 히가시타마군
- 도요타마군